# ERDL

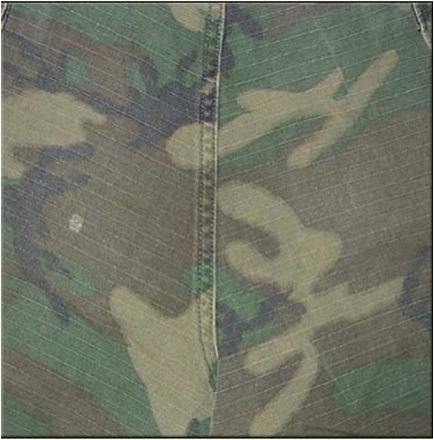
Kamuflaż "Highland" ERDL

ERDL – kamuflaż Sił Zbrojnych USA w latach 1967–1970. Użytkowany przede wszystkim podczas wojny w Wietnamie.

## Historia
Kamuflaż został opracowany przez Engineer Research & Development Laboratories (w skrócie ERDL) już w roku 1948. Umundurowanie w tym kamuflażu wydano jednak dopiero w roku 1967. Początkowo wydawano je tylko oddziałom specjalnym US Army, lecz od zimy 1968–1969 także i USMC.

## Opis
Wzór kamuflażu to nieregularne plamy w odcieniach brązowo-zielono-czarnych. Zasadniczo istnieją dwie wersje kamuflażu: "Highland" (Brown) i "Lowland" (Lime). Wersja Lowland najprawdopodobniej miała być przeznaczona na obszary nizinne. Tło kamuflażu jest odcieniem zieleni. Natomiast wersja Highland przeznaczona miała być na tereny górskie – tło było brązowe.